# Conseil départemental de l'Eure
Le conseil départemental de l'Eure est l'assemblée délibérante du département français de l'Eure, collectivité territoriale décentralisée. Son siège se trouve à Évreux.
Les actions du Conseil départemental impliquent le quotidien de tous les Eurois : l'aide sociale (personnes âgées et handicapées, enfance et famille, insertion, droit à la santé), mais aussi l'éducation et la jeunesse, les routes, les transports, la culture, le service départemental d'incendie et de secours, auxquelles s'ajoutent des politiques volontaristes comme l'économie, la vie associative ou l'agriculture.

## Composition
Le conseil départemental de l'Eure rassemble 46 conseillers départementaux issus des 23 cantons de l'Eure.
| Président du Conseil départemental   |       |       |      |                       |
| Alexandre Rassaërt (DVD)             |       |       |      |                       |
| Parti                                | Sigle | Sigle | Élus | Groupes               |
| Majorité (39 sièges)                 |       |       |      |                       |
| Divers droite                        |       | DVD   | 21   | Ensemble pour l'Eure  |
| Les Républicains                     |       | LR    | 9    | Ensemble pour l'Eure  |
| Renaissance                          |       | RE    | 3    | Ensemble pour l'Eure  |
| Divers centre                        |       | DVC   | 3    | Ensemble pour l'Eure  |
| Union des démocrates et indépendants |       | UDI   | 1    | Ensemble pour l'Eure  |
| Mouvement démocrate                  |       | MoDem | 1    | Ensemble pour l'Eure  |
| Sans étiquette                       |       | SE    | 1    | Ensemble pour l'Eure  |
| Opposition (7 sièges)                |       |       |      |                       |
| Parti socialiste                     |       | PS    | 3    | L'Eure nous rassemble |
| Divers gauche                        |       | DVG   | 1    | L'Eure nous rassemble |
| Parti communiste français            |       | PCF   | 1    | L'avenir en partage   |
| Europe Écologie Les Verts            |       | EÉLV  | 1    | L'avenir en partage   |
| Divers gauche                        |       | DVG   | 1    | L'avenir en partage   |

## Administration

### Présidents
Le président du conseil départemental de l'Eure est Alexandre Rassaert. Il remplace Sébastien Lecornu le 17 décembre 2022 à la tête du conseil départemental à la suite de sa  démission.
| Liste des présidents du Conseil départemental de l'Eure | Liste des présidents du Conseil départemental de l'Eure | Liste des présidents du Conseil départemental de l'Eure | Liste des présidents du Conseil départemental de l'Eure | Liste des présidents du Conseil départemental de l'Eure                                            | Liste des présidents du Conseil départemental de l'Eure                                                  |
| Année                                                   | Année                                                   | Maire                                                   | Parti                                                   | Autres mandats et fonctions                                                                        | Notes |
| ------------------------------------------------------- | ------------------------------------------------------- | ------------------------------------------------------- | ------------------------------------------------------- | -------------------------------------------------------------------------------------------------- | --- |
|                                                         | 1945-1958                                               | Pierre Mendès France                                    | Radical                                                 | Président du Conseil des ministres (1954-1955) Député de l'Eure (1946-1958)                        | |
|                                                         | 1958-1979                                               | Gustave Héon                                            | Gauche Démocratique                                     | Sénateur de l'Eure (1944-1981) Maire de Bernay (1944-1981)                                         | |
|                                                         | 1979-1982                                               | Paul Guilbaud                                           | MRG                                                     | Maire de Conches-en-Ouche (1977-1984)                                                              | |
|                                                         | 1982-2001                                               | Henri Collard                                           | UDF                                                     | Sénateur de l'Eure (1981-1998) Maire de Lyons-la-Forêt (1977-2008)                                 | |
|                                                         | 2001-2015                                               | Jean-Louis Destans                                      | PS                                                      | Député de l'Eure (2012-2017)                                                                       | |
|                                                         | 2015-2017                                               | Sébastien Lecornu                                       | LR                                                      | Maire de Vernon (2014-2015)                                                                        | Démissionne à la suite de sa nomination comme Secrétaire d'État dans le gouvernement d'Édouard Philippe  |
|                                                         | 2017-2021                                               | Pascal Lehongre                                         | DVD                                                     | Maire de Pacy-sur-Eure (2001-2017)                                                                 | Élu par le conseil départemental à la suite de la démission de Sébastien Lecornu                         |
|                                                         | 2021 - 2022                                             | Sébastien Lecornu                                       | LREM → RE                                               | Ministre des Armées (depuis 2022) Ministre des Outre-mer (2020-2022)                               | Démissionne à la suite de sa nomination comme ministre des Armées dans le gouvernement d'Elisabeth Borne |
|                                                         | Depuis 2022                                             | Alexandre Rassaërt                                      | DVD (ex LR)                                             | Collaborateur d'élus Maire de Gisors (2014-2022) Président de la CC du Vexin Normand (depuis 2020) | Élu par le conseil départemental à la suite de la démission de Sébastien Lecornu                         |

À cette liste, s'ajoutent les noms des personnalités historiques de la catégorie Président du conseil général de l'Eure.

### Vice-présidents
Après l'élection d'Alexandre Rassaërt comme président du conseil départemental en décembre 2022, ses vice-présidents sont :
1. Pascal Lehongre (canton de Pacy-sur-Eure), chargé des affaires générales, du dialogue social, des finances et du sport ;
2. Frédéric Duché (canton des Andelys), chargé de l'aménagement du territoire, du numérique, de la mise en œuvre du plan de relance et du soutien aux collectivités locales ;
3. Anne Terlez (canton de Louviers), chargée de la santé, de la lutte contre la pauvreté, des personnes âgées et du handicap ;
4. Stéphanie Auger (canton d'Évreux-1), chargée de l'emploi, de l'insertion, de l'économie sociale et solidaire et des relations avec le monde économique ;
5. Sébastien Lecornu (canton de Vernon), chargé des grands projets et relations internationales ;
6. Jean-Paul Legendre (canton du Neubourg), chargé du monde agricole, de la ruralité et du bien-être animal ;
7. Myriam Duteil (canton de Brionne), chargée de la protection de la nature et des paysages, de  l'économie circulaire, du cycle de l'eau et de la biodiversité ;
8. Gérard Chéron (canton de Breteuil), chargé de la transition énergétique et de la prévention des risques naturels et technologiques ;
9. Florence Gautier (canton de Pont-Audemer), chargée de l'éducation, des collèges et de la jeunesse ;
10. Thierry Plouvier (canton de Romilly-sur-Andelle), chargé des mobilités et des infrastructures routières ;
11. Diane Leseigneur  (canton d'Évreux-3), chargée de l'urbanisme, de l'habitat, du logement, de la politique de la ville et de la revitalisation des centres-villes ;
12. Xavier Hubert (canton d'Évreux-3), chargé de la sécurité et de la prévention de la délinquance ;
13. Martine Saint-Laurent (canton du Neubourg), chargée de la famille, de la protection de l'enfance et de  l'égalité femme/homme ;

Font également partie du bureau :
- Thomas Elexhauser  (canton de Beuzeville), conseiller délégué au tourisme, à l'attractivité et aux relations avec le monde économique ;
- Christophe Chambon (canton de Gaillon), conseiller délégué à l'enseignement supérieur et à la vie étudiante.

## Missions du Conseil départemental

### Les solidarités

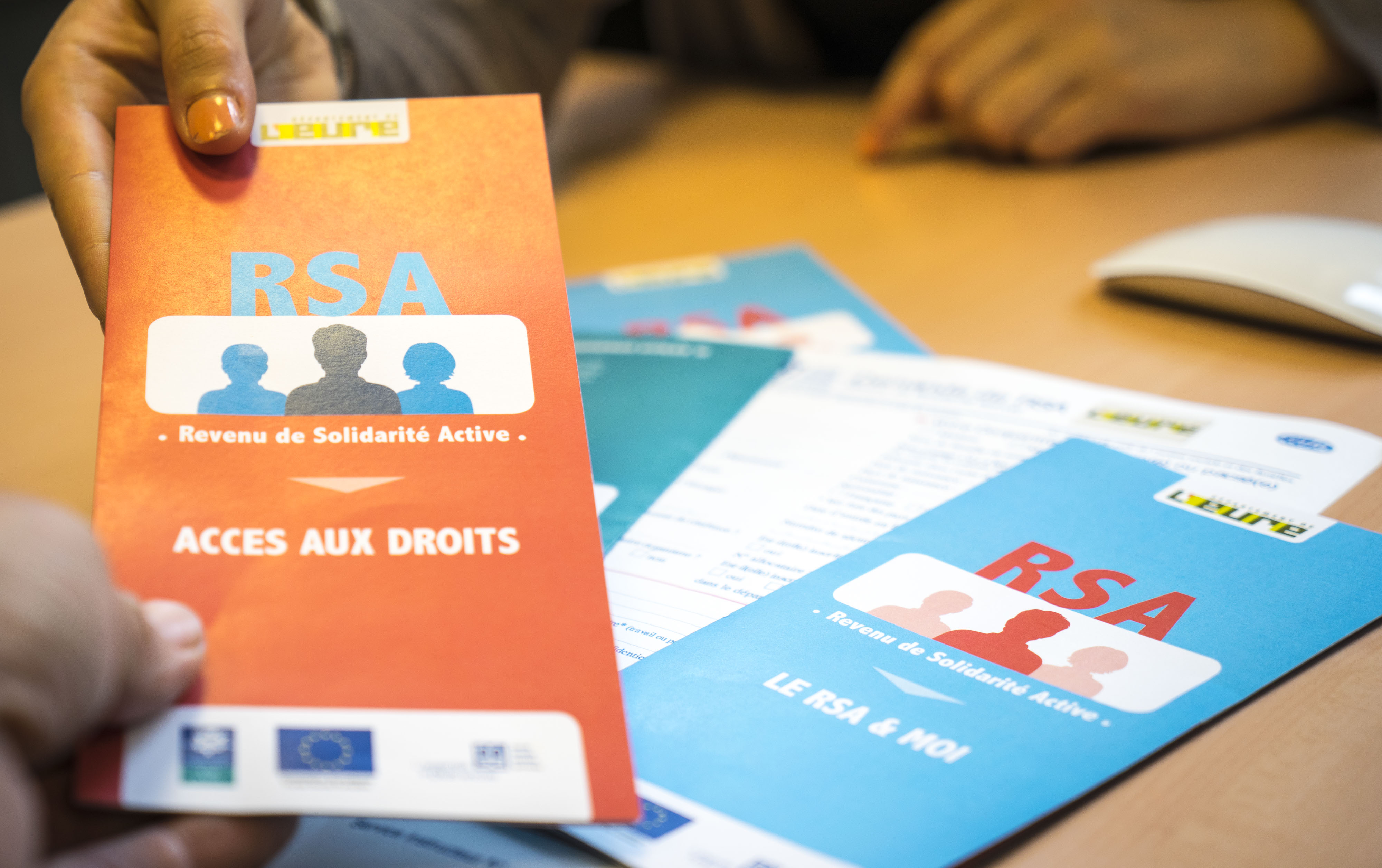
Le RSA est une prestation sociale qui est gérée par le Département

Le Conseil départemental est le chef de file de l'action sociale et un acteur majeur du développement des politiques sociales. Ces missions s’exercent dans les domaines de l’insertion, de l’enfance, de la dépendance et du handicap.
De fait, les dépenses sociales occupent une place importante dans le budget du Département. Elles représentent 2/3 des dépenses (88,5 M€ pour le Revenu de Solidarité Active -RSA- et 64 M€ pour les actions en faveur des personnes âgées dont l’Allocation Personnes Âgées -APA- en 2021).
Il y avait, au début de l'année 2021, 13961 allocataires du RSA dans l’Eure.

### L’éducation
Le Conseil départemental est le gestionnaire des 55 collèges publics de l’Eure et passe des conventions avec 11 établissements privés.

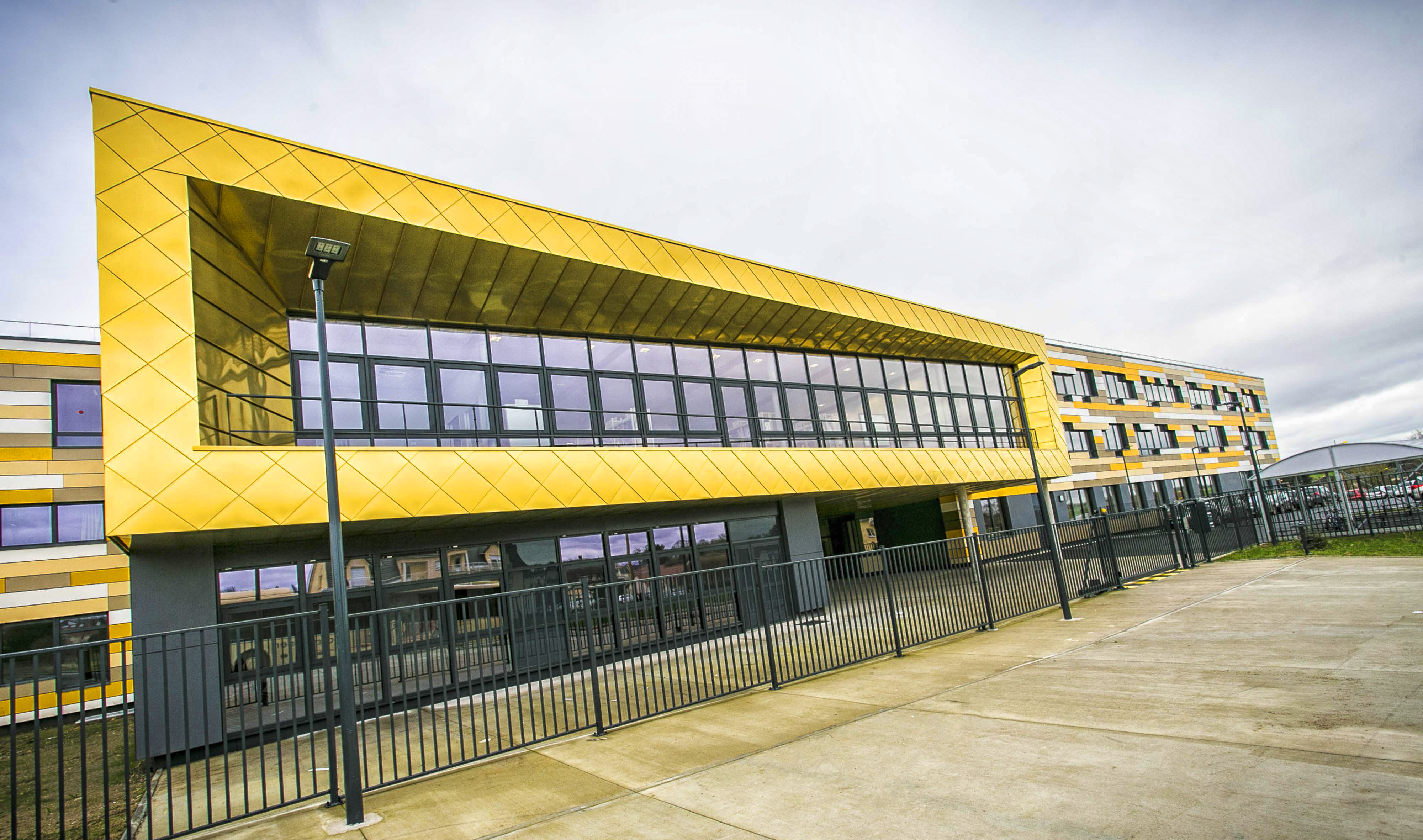
Le collège Simone Veil à Bourg-Achard a été inauguré en mars 2016

Au total, à la rentrée 2020, plus de 28 000 collégiens étaient recensés dans les établissements publics et environ 3700 dans les établissements privés.
Pour répondre aux enjeux éducatifs, le Conseil départemental a décidé d’élaborer un plan pluriannuel d’investissement uniquement consacré aux collèges. Voté en juin 2016, il permet de rénover, construire ou reconstruire 15 établissements d’ici 2023.
Le Département soutient par ailleurs l’entrée du numérique dans ses collèges ainsi que l’adaptation des locaux aux exigences du plan climat.

### Les déplacements

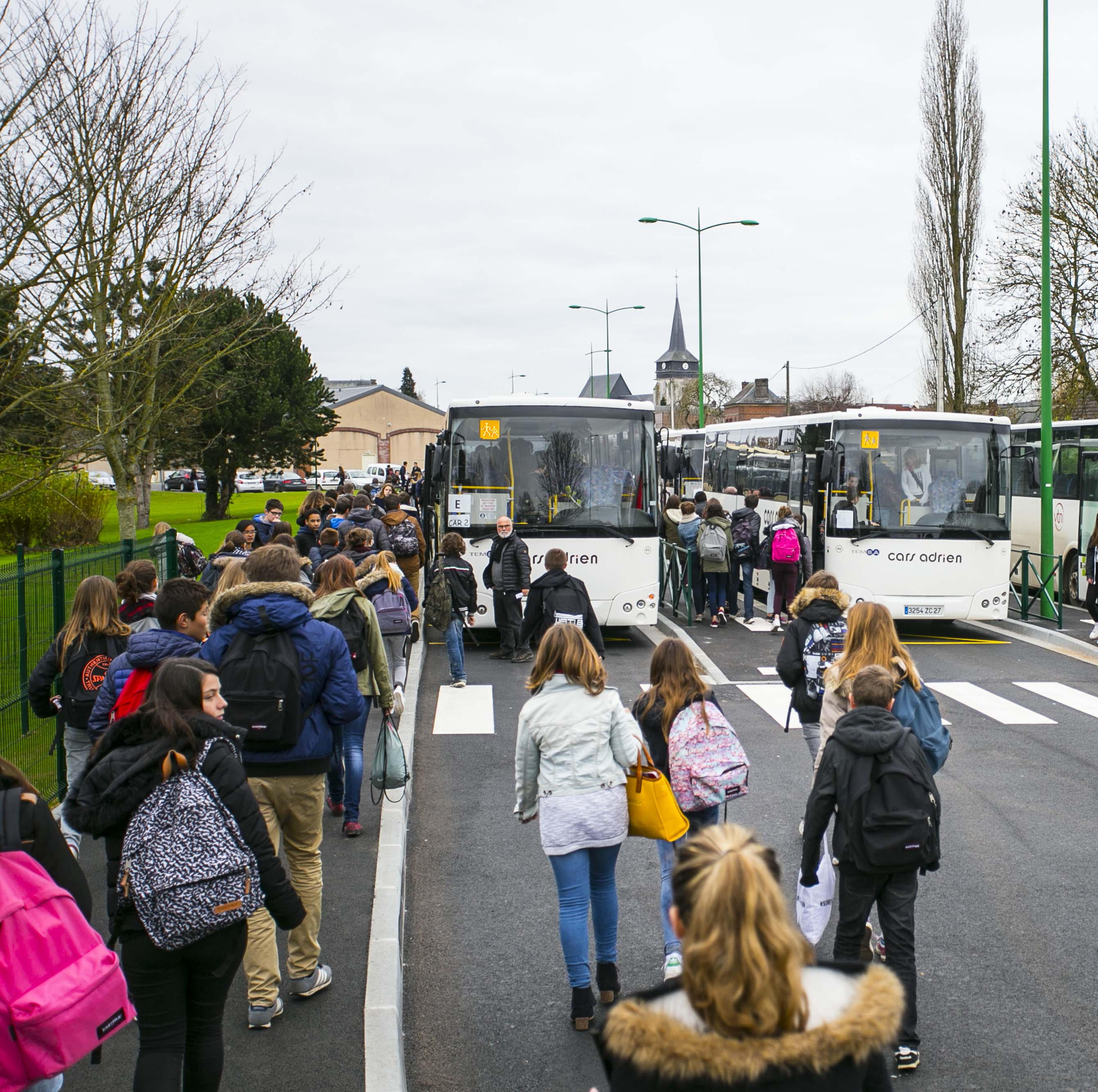
Le Département de l'Eure gère le transport scolaire pour environ 38 000 élèves chaque jour

Département à la fois rural, périurbain et urbain, l’Eure gère un réseau routier départemental de 4 279 km de routes, 130 km de voies vertes et 805 ouvrages d'art.
Un plan pluriannuel d’investissement consacré uniquement aux routes est en cours. Il permet de consacrer 125 M€ aux grosses opérations d’entretien, de modernisation, de sécurité et de participation aux infrastructures nationales.

### L’aménagement du territoire et le développement économique

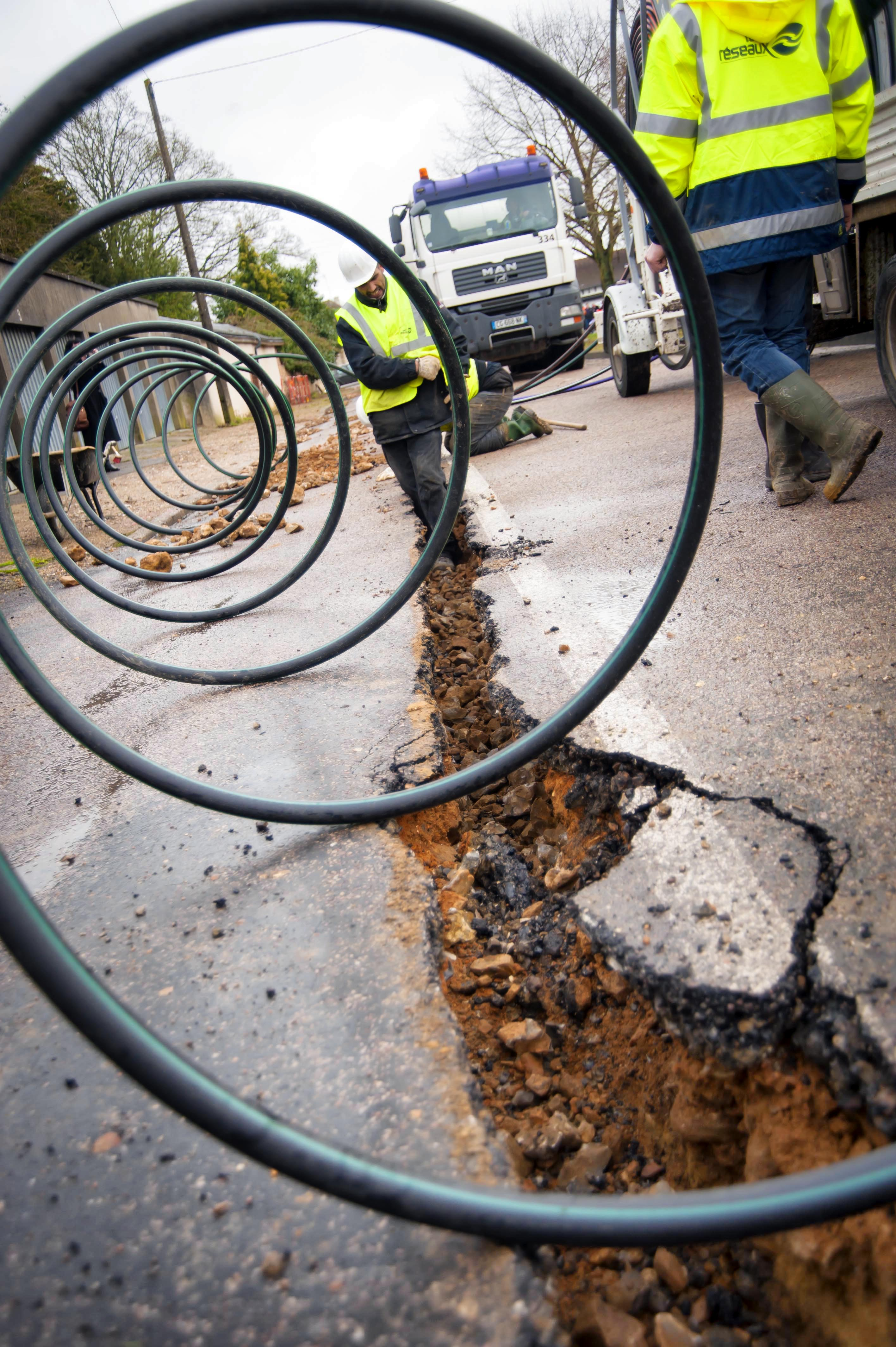
Création d'un réseau de fibre optique dans le département de l'Eure

La question de l’accès au haut débit, ainsi que la téléphonie mobile, bien que celle-ci ne soit pas une compétence propre du Conseil départemental, sont des enjeux forts de la politique départementale dans ces domaines. Avec le syndicat mixte ouvert Eure Numérique, le Département souhaite offrir à la plus large part des habitants du territoire, y compris dans les zones rurales, la possibilité de profiter du haut et du très haut débit d’ici 2023.
L’Eure est un territoire propice à l’esprit d’entreprise : une position géographique entre le marché francilien et les ports normands, un tissu dense de PME performantes (souvent leaders sur leurs marchés) et un paysage économique structuré autour de filières d’excellence comme la pharmacie/cosmétique, l’aéronautique et le spatial, l’automobile ou encore les constructions électriques et électroniques font entrer l’Eure dans le top 10 des départements industriels français. Avec certains dispositifs incitatifs et une collaboration étroite avec les acteurs économiques de la région, le Conseil départemental cherche à consolider et accentuer ces positions. Un travail de longue haleine est mené en particulier sur l’Axe Seine.
Le tourisme, avec encore une fois la Seine mais aussi tout ce qui est lié à l’impressionnisme (Musée des impressionnismes Giverny notamment) offre également une perspective de développement important.

### Le logement et l’habitat
Le Département accompagne les politiques traditionnelles de l’habitat pour favoriser l'accès et le maintien dans un logement de qualité et abordable pour tous.
Il participe également, de façon indirecte mais importante, aux politiques des principaux bailleurs sociaux présents sur le territoire.

### La culture et le sport

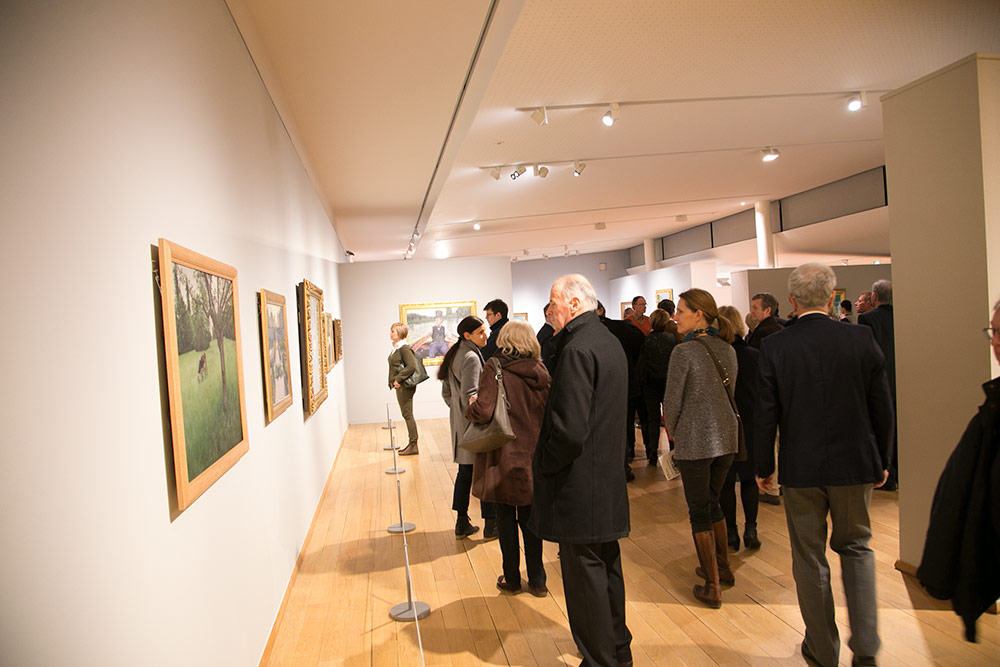
A Giverny, le musée des impressionnismes est un atout fort de la culture dans le département

La culture et la pratique sportive sont reconnues comme des vecteurs d'attractivité dans l'Eure. Le Département joue un rôle central en termes d'aménagements culturels et sportifs durables du territoire mais aussi en qualité d’instigateur de certaines manifestations.
L'Eure dispose de nombreux atouts et notamment Giverny. A quelques kilomètres de Vernon, le petit village cher à Claude Monet, est le deuxième site le plus visité de Normandie après l'abbaye du Mont-Saint-Michel. Avec de nombreux touristes japonais, chinois et américains, Giverny voit défiler environ 800 000 personnes par an.

## Logotypes

Logo du conseil général de l'Eure de [Quand ?] à 2001
Logo du Conseil général de l'Eure de 2001 à 2016
Logo du Conseil départemental de l'Eure depuis janvier 2016